# 新加坡轻轨

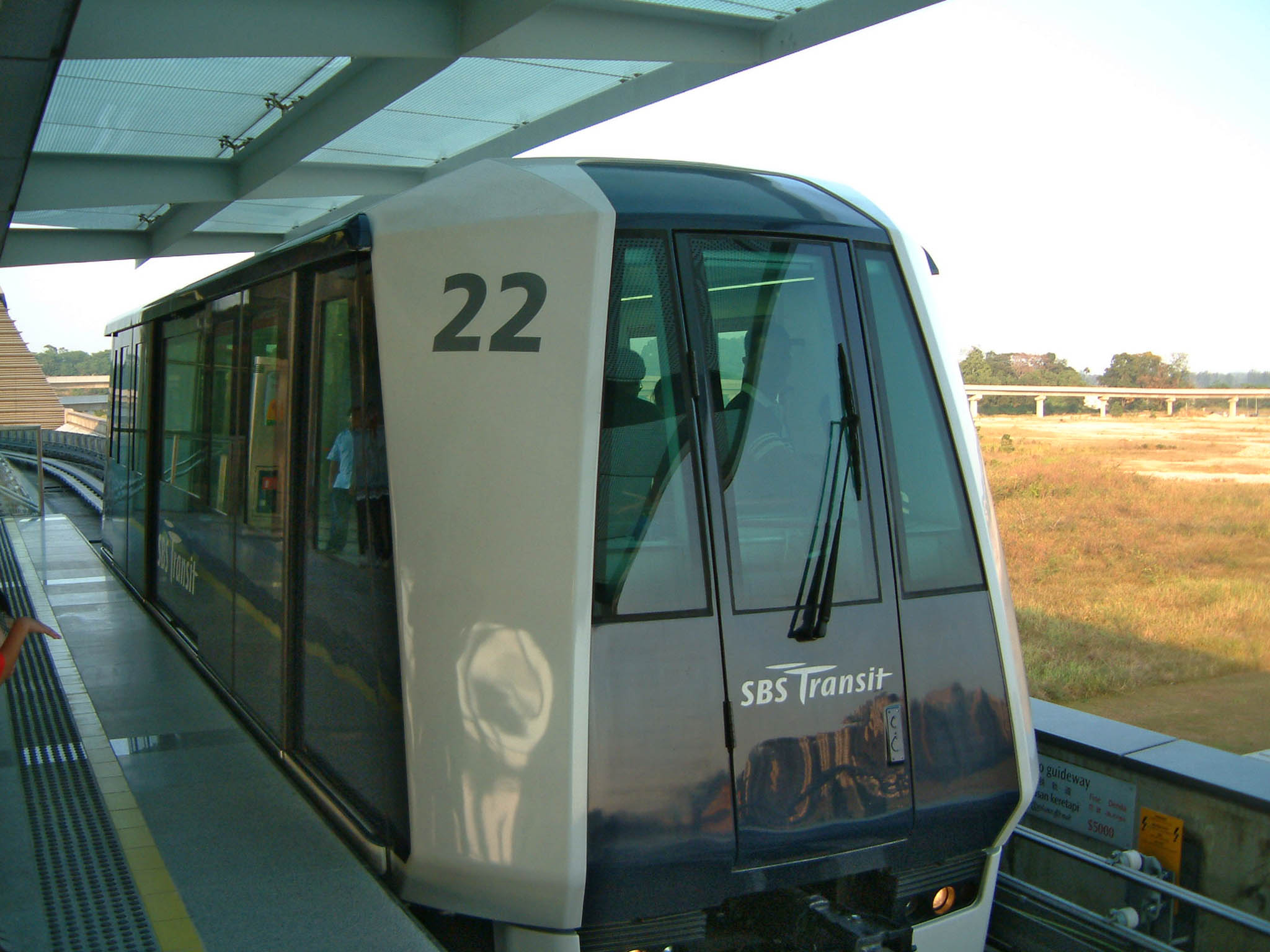
列车停靠在榜鵝輕軌站

新加坡地铁，轻轨线路图

新加坡轻轨（英語：Light Rail Transit）是新加坡地铁的分支系统，线路使用膠輪路軌系統，第一条线路开通于1999年，现已开通三条，每一条线路分别开往一个公共住宅区。
相較於一般輕軌運輸系統，新加坡轻轨与机场常见的旅客捷運系統更为相似。所有线路都是自动化的電氣化鐵路，而且建在高架桥上以节省土地。
另外，樟宜机场的高架旅客运送车与这一系统相似，但不从属于新加坡轻轨列车系统。
线路由陆路交通管理局建设，SMRT和新捷运(SBS Transit)运营。

## 轻轨系统

### 武吉班让轻轨
武吉班让轻轨為燈泡狀環線，穿行于蔡厝港（Choa Chu Kang）和信加（Senja）之间。路线在1999年11月6日通车。有14个车站，全长7.8公里，由SMRT营运。

### 盛港轻轨
盛港轻轨由两条环线组成。两条环线都以盛港地铁站为起始站和终站。东侧环线穿行于康埔桦（Compassvale）和兰岗（Ranggung），西侧环线穿行于振林（Cheng Lim）和 仁宗（Renjong）。路线2003年1月18日部分通车，共有14个车站，全长10.7公里，由新捷运营运。

### 榜鹅轻轨
榜鵝輕軌由两条环线组成。两条环线都以榜鹅地铁站为起始站和终站. 东侧环线穿行于海湾（Cove）和 达迈（Damai），西侧环线穿行于三记（Sam Kee）和树德（Soo Teck）。路线2005年1月29日部分通车，共15个车站，全长10.3公里，由新捷运营运。

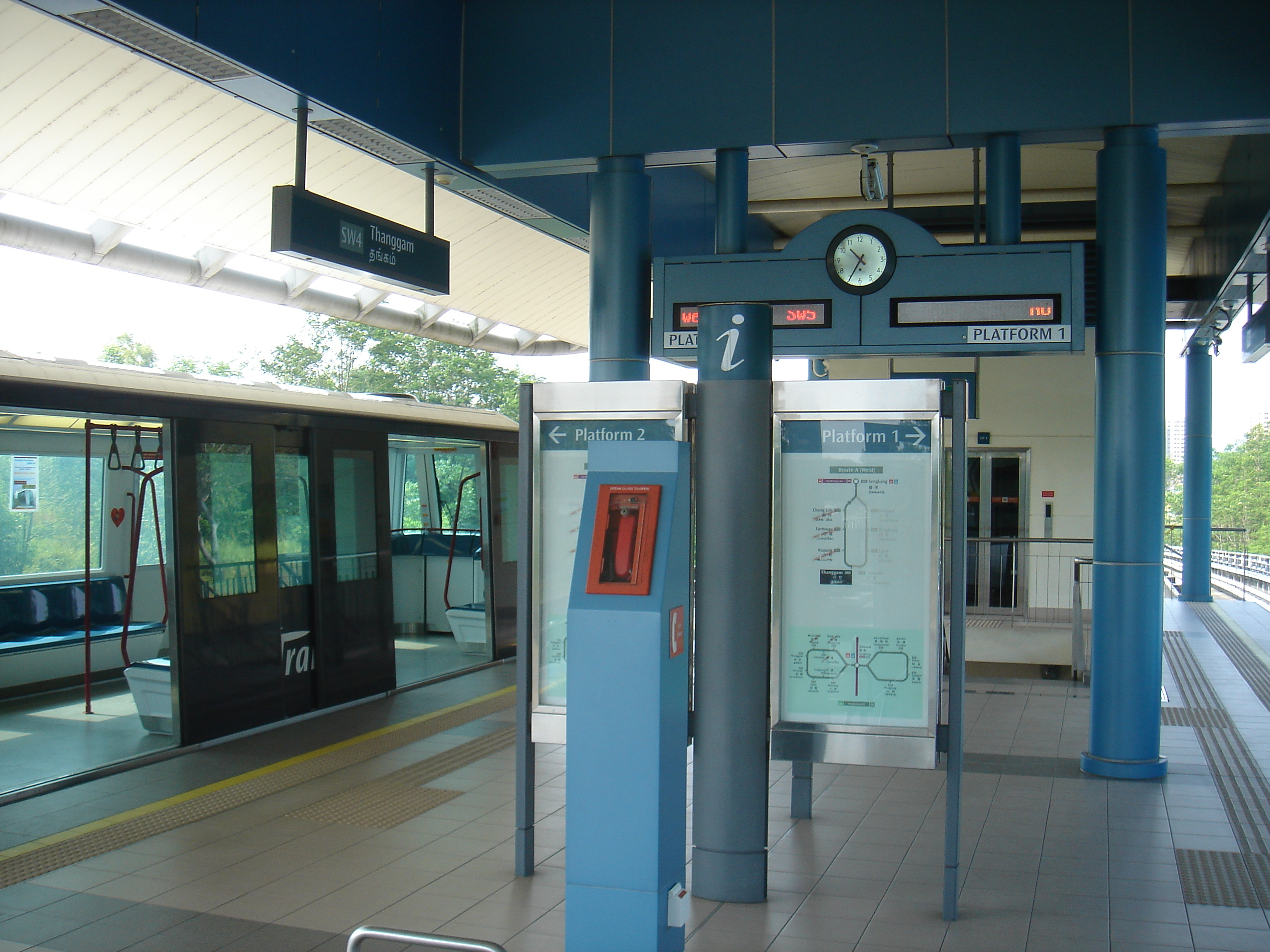
盛港輕軌西侧环线的丹甘车站站台

## 车站
新加坡轻铁系统里四十三座车站中有四十二座处于营运状态。 十里广场站在2019年1月13日关闭，是新加坡地铁系统首个永久关闭的地铁或轻铁站。
位於榜鹅轻轨西侧环状线中的德利站由于建成當時（2004年）附近没有建筑物，延至20年後的2024年才启用。

## 设施
新加坡轻轨大约在1990中开始建造，所有的轻轨车站在设计时就已把无障碍环境列入考量，残障人士在使用上不会受到任何限制。其无障碍系统包括电梯、缓坡、扶手、加宽验票闸门。

## 轻轨车辆
新加坡輕軌列車使用膠輪，行駛於膠輪系統專用軌道，全自動无人駕駛。
武吉班讓輕軌列车使用龐巴迪 CX-100型列车。最高时速55公里。与樟宜机场原有的SKYTRAIN的设计相同。
盛港輕軌，榜鵝輕軌都采用三菱的Mitsubishi Crystal Mover列车。目前運營中的最高速度約為70公里每小時。目前樟宜机场的SKYTRAIN也采用Crystal Mover。

### 车厂

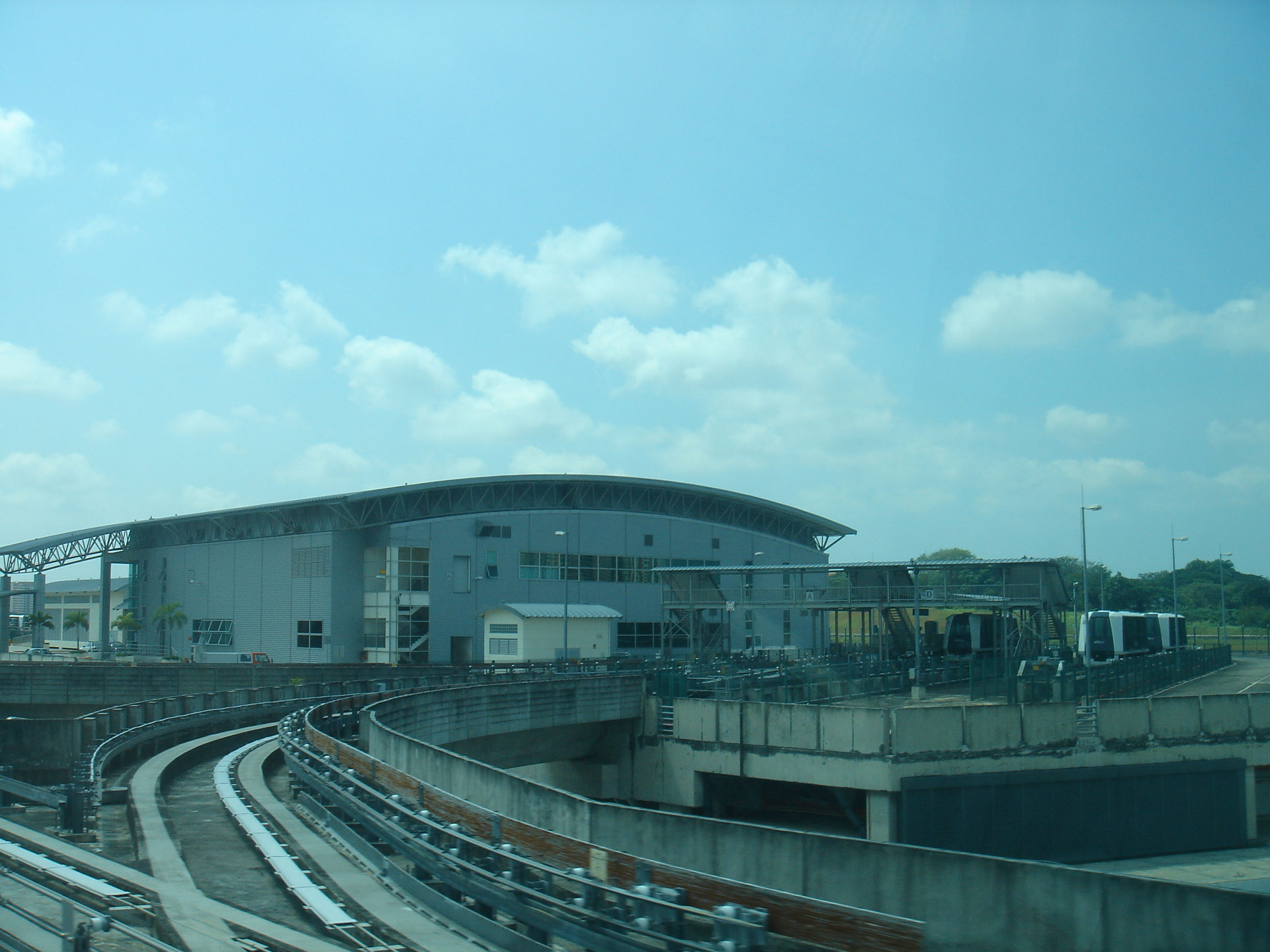
盛港车厂。輕軌列车停放在厂房的顶层。

每条轻轨路线都有對應的车厂，用于维修，检查和修理列车。并在晚上用来存放列车。
十里广场车厂存放武吉班讓輕軌列车。
盛港车厂存放盛港榜鵝輕軌（車廠天台）和东北线（車廠建築物內）的列车。

## 历史

### 概念
为了使居民能尽快抵达目的地而又不增加占用道路的巴士数量，城市交通规划人员更加青睐并注重发展以铁路（或轨道）为主的公共交通网络。在新镇内，轻铁系统兴建在专用的高架轨道上，从而完全避开拥挤的公路和交通信号灯，比巴士更加安静、舒适、快捷。专用的高架轨道也保证轻轨列车的抵达和离开时间不受公路交通的影响。轻轨列车由电力驱动，空气污染相对于巴士较少。

### 运行线路
1999年11月6日，拥有14个车站的武吉班让轻轨全线投入运行。
盛港轻轨分两个阶段投入运行。2003年1月18日东侧环线首先投入运行。西侧环线则在2005年1月29日投入运行。
2005年1月29日榜鹅轻轨东侧环线投入运行。西侧环线则在2014年6月29日投入运行。

## 未来计划
2006年陆交局宣布除非新镇已经基本建成，否则将不会进一步扩充轻轨系统。所有轻轨系统的扩充计划暂时搁置。由巴士提供相应的服务。曾经宣布的轻轨系统的扩充计划包括榜鹅轻轨的北侧环线。以及为裕廊东，裕廊西和南洋理工大学服务的裕廊区域线。

## 车费与车票
轻轨系统与地铁使用同样的车票即易通卡（EZ-Link Card）。成人车资为$0.64至$0.84。

## 安全
轻轨列车系统1999年开始投入运行后，发生了一些事故。2000年，两列Bombardier CX-100型列车在凤凰站相撞，被罚款新币一万元。武吉班让轻轨系统的列车服务至少中断50次。2002年，一个松脱的车轮造成动力系统故障并损坏轨道，使列车服务中断数日。这也是陆交局将盛港轻轨和榜鹅轻轨交给新捷运管理的一个原因，并改从三菱重工业采购列车。

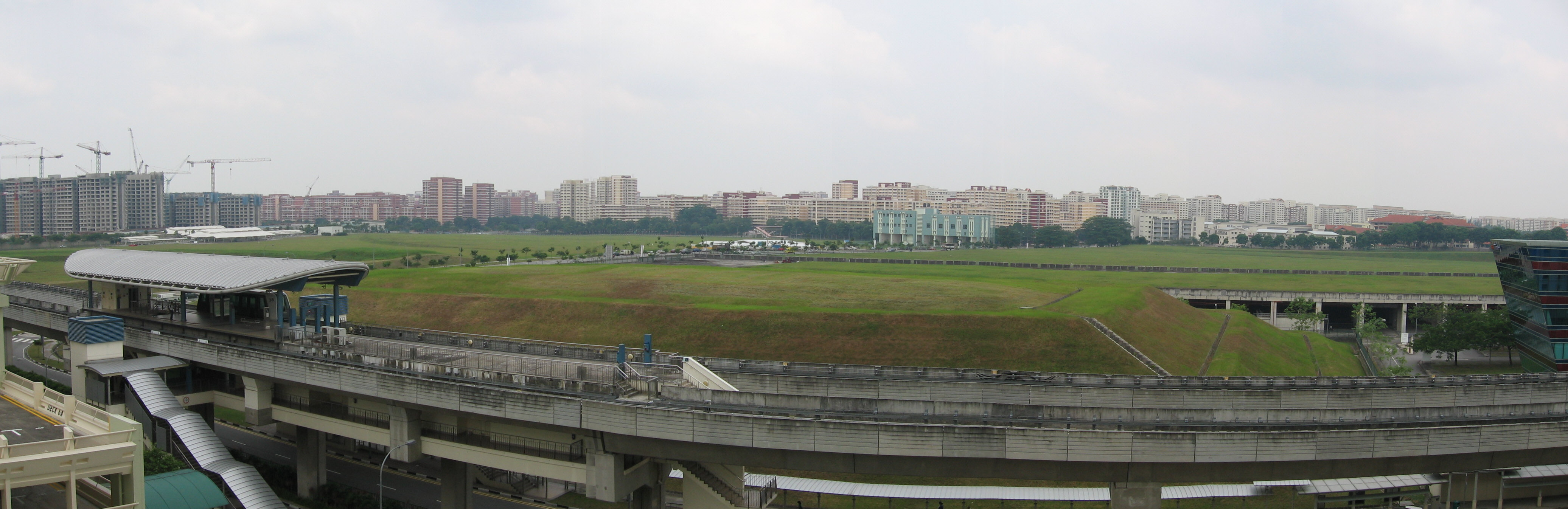
盛港轻轨全景，左边是仁宗车站。右边是为东北线和盛港轻轨服务的盛港车厂。远处的背景是万国和后港新镇。